# Gassbo naturreservat
Gassbo är ett naturreservat i Långaryds socken i Hylte kommun i Småland (Hallands län).
Reservatet omfattar 19,5 hektar och är skyddat sedan 2005. Det är beläget mellan Hyltebruk och Unnaryd. I området finns gammal bokskog i småkullig terräng som sluttar ner mot Gassboån. Här finns gott om död grovved som är en viktig livsmiljö för många olika svampar och vedlevande insekter. I området har hittats ett 50-tal rödlistade arter, främst lavar och mossor. Exempel på dessa är liten lundlav, mjölig klotterlav, rosa lundlav, lunglav och bokfjädermossa.
Naturreservatet gränsar i norr till Holmsjön och Gassboåns uppdämning ner mot Gassbo kraftverk. 